# PRIDE GRANDPRIX 2005 2nd ROUND
PRIDE GRANDPRIX 2005 2nd ROUND（プライドグランプリにせんご セカンドラウンド）は、日本の総合格闘技イベント「PRIDE」の大会の一つ。2005年（平成17年）6月26日、埼玉県さいたま市のさいたまスーパーアリーナで開催された。海外PPVでの大会名は、「PRIDE Critical Countdown 2005」。

## 大会概要
桜庭和志はヒカルド・アローナにTKO負けを喫し、中村和裕もヴァンダレイ・シウバにTKO負け。勢いに乗るマウリシオ・ショーグンがアントニオ・ホジェリオ・ノゲイラに判定勝ち、アリスター・オーフレイムがイゴール・ボブチャンチンにフロントチョークで一本勝ちし準決勝進出を決めた。
総合格闘技デビュー戦となったアトランタオリンピック柔道金メダリストのパウエル・ナツラは、アントニオ・ホドリゴ・ノゲイラにTKO負け。

## 試合結果
第1試合 ヘビー級ワンマッチ 1R10分、2・3R5分
○  セルゲイ・ハリトーノフ vs.  ペドロ・ヒーゾ ×
1R 2:02 TKO（レフェリーストップ：パウンド）
第2試合 PRIDE GRANDPRIX 2005 2回戦 1R10分、2・3R5分
○  マウリシオ・ショーグン vs.  アントニオ・ホジェリオ・ノゲイラ ×
3R終了 判定3-0
※ショーグンが準決勝進出
第3試合 PRIDE GRANDPRIX 2005 2回戦 1R10分、2・3R5分
○  アリスター・オーフレイム vs.  イゴール・ボブチャンチン ×
1R 1:20 フロントチョーク
※オーフレイムが準決勝進出
第4試合 ヘビー級ワンマッチ 1R10分、2・3R5分
○  ミルコ・クロコップ vs.  イブラヒム・マゴメドフ ×
1R 3:53 TKO（レフェリーストップ：左ミドルキック）
第5試合 ミドル級ワンマッチ 1R10分、2・3R5分
○  田村潔司 vs.  瀧本誠 ×
3R終了 判定3-0
第6試合 ヘビー級ワンマッチ 1R10分、2・3R5分
○  アントニオ・ホドリゴ・ノゲイラ vs.  パウエル・ナツラ ×
1R 8:38 TKO（レフェリーストップ：マウントパンチ）
第7試合 PRIDE GRANDPRIX 2005 2回戦 1R10分、2・3R5分
○  ヒカルド・アローナ vs.  桜庭和志 ×
2R終了時 TKO（タオル投入）
※アローナが準決勝進出
第8試合 PRIDE GRANDPRIX 2005 2回戦 1R10分、2・3R5分
○  ヴァンダレイ・シウバ vs.  中村和裕 ×
1R 5:24 TKO（レフェリーストップ：マウントパンチ）
※シウバが準決勝進出